# دينيس ليري
دينيس ليري (بالإنجليزية: Denis Leary)‏ مواليد 18 أغسطس 1957 في وستر، ماساتشوستس، الولايات المتحدة، هو ممثل أيرلندي.

## الأعمال
- قتلة بالفطرة
- ذيل الكلب
- حياة حشرة
- العصر الجليدي
- العصر الجليدي: الذوبان
- العصر الجليدي: ظهور الديناصورات
- العصر الجليدي: تباعد القارات
- سبايدرمان المذهل 2
- بالوعة المطبخ

## وصلات خارجية
- الموقع الإلكتروني
- دينيس ليري على موقع IMDb (الإنجليزية)
- دينيس ليري على موقع روتن توميتوز (الإنجليزية)
- دينيس ليري على موقع ألو سيني (الفرنسية)
- دينيس ليري على موقع ميوزك برينز (الإنجليزية)
- دينيس ليري على موقع تيرنر كلاسيك موفيز (الإنجليزية)
- دينيس ليري على موقع أول موفي (الإنجليزية)
- دينيس ليري على موقع قاعدة بيانات الأفلام السويدية (السويدية)
- دينيس ليري على موقع إن إن دي بي (الإنجليزية)
- دينيس ليري على موقع أول ميوزيك (الإنجليزية)
- دينيس ليري على موقع ديسكوغز (الإنجليزية)